# Кајуен
Кајјуен (开远) град је Кини у покрајини Јунан. Према процени из 2009. у граду је живело 204.176 становника.

## Становништво
Према процени, у граду је 2009. живело 204.176 становника.
| 1990.   | 2000. | 2009    |
| ------- | ----- | ------- |
| 160.083 | …     | 204.176 |